# 幸田礼雅
幸田 礼雅（こうだ のりまさ, 1939年 - ）は、フランス語翻訳者。
東京生まれ。1966年東京大学文学部仏文科卒業。少ないが英文著作の翻訳も行っている。

## 翻訳
- ドーミエとその世界 レイモン・エスコリエ、美術出版社 1980
- Utrillo ユトリロ Alfred Werner/Sabine Rewald 解説、美術出版社 1981
- 絵画の揺り籃 アンドレ・ワルノー、美術公論社 1981
- ロートレック : その作品と生涯 アンドレ・フェルミジェ、美術公論社 1981
- ロダンの生涯 ベルナール・シャンピニュル、美術公論社 1982
- ゴヤの生涯 J=F・シャブラン、美術公論社 1983
- 版画 J.アデマール ほか、白水社・文庫クセジュ 1986
- がんくつ王 A.デュマ、ポプラ社文庫 1986。児童向け
- ルノワール : その芸術と生涯 フランソワ・フォスカ、美術公論社 1986
- 伝記・オーデュボン : 鳥を愛した男の生涯 クロード・シュベル、TBSブリタニカ 1990
- ノルマンディー歴史紀行 : 1833年スケッチ集 L.リッチ／C.スタンフィールド 画、新評論 1991
- イヴェット・ギルベール : わが人生のシャンソン イヴェット・ギルベール、美術公論社 1991
- ボンジュール・ジャポン : 青い目の見た文明開化 エドモン・コトー、新評論 1992
- 神と科学 : 超実在論に向かって ジャン・ギトン ほか、新評論 1992
- 日本に来た最初のイギリス人 : ウイリアム・アダムズ=三浦按針 P.G.ロジャーズ、新評論 1993
- 心から心へ : 21世紀を生きる人々に贈る ジャン・ギトン、新評論 1994
- エイズ裁判 : 裁かれる人々 カロリーヌ・ベタッティ、新評論 1994
- ヴェネツィアの冒険家 : マルコ・ポーロ伝 ヘンリー・H.ハート、新評論 1994
- 神を信じる者と信じない者 : ジャン・ギトンvsジャック・ランズマン ジャン・ギトン／ジャック・ランズマン、新評論 1995
- イェニー・マルクス : 「悪魔」を愛した女 フランソワーズ・ジルー、新評論 1995
- 歴史犯罪物語 : 歴史の大罪11話 ピエール・ベルマール, ジャン=フランソワ・ナミア、新評論 1995
- アルマダの戦い : スペイン無敵艦隊の悲劇 マイケル・ルイス、新評論 1996
- フィレンツェの石 メアリ・マッカーシー、新評論 1996
- エジプト : ヘロドトスの旅した国 ヘロドトス、ジャック・ラカリエール 解説、新評論 1996
- 中世の妖怪、悪魔、奇跡 クロード・カプレール、新評論 1997
- ナントの虐殺 G.ルノートル、新評論 1997
- 救出者 : なぜユダヤ人を助けたか マレク・アルテール、日本放送出版協会 1997
- 哲学者の食卓 : 栄養学的理性批判 ミシェル・オンフレイ、新評論 1998
- まぼろしのインターネット ジャック・アタリ、光芒社 1998
- 素顔のスペイン ジェラルド・ブレナン、新評論 1998
- カリカチュアの歴史 : 文学と美術に現れたユーモアとグロテスク トーマス・ライト、新評論 1999
- アンリ四世 : 自由を求めた王 フランソワ・バイルー、新評論 2000
- ワインをつくる人々 マルセル・ラシヴェール、新評論 2001
- ナポレオン三世 ティエリー・ランツ、白水社・文庫クセジュ 2010
- ガリレオ : 伝説を排した実像 ジョルジュ・ミノワ、白水社・文庫クセジュ 2011
- ワインの世界史 : 海を渡ったワインの秘密 ジャン=ロベール・ピット、原書房 2012
- イタリアの統一 ポール・ギショネ、白水社・文庫クセジュ 2013
- シチリアの歴史 ジャン・ユレ、白水社・文庫クセジュ 2013
- ペリクレスの世紀 ジャン=ジャック・マッフル、白水社・文庫クセジュ 2014
- 第一次世界大戦 ジャン=ジャック・ベッケール、白水社・文庫クセジュ 2015
- クレタ島 ジャン・テュラール、白水社・文庫クセジュ 2016
- 近東の地政学：イスラエル、パレスチナ、近隣のアラブ諸国 アレクサンドル・ドゥフェ、白水社・文庫クセジュ 2017